# Chalybion polyphemus
Chalybion polyphemus är en biart som beskrevs av Hensen 1988. Chalybion polyphemus ingår i släktet Chalybion och familjen grävsteklar. Inga underarter finns listade i Catalogue of Life.